# Rolf Escher

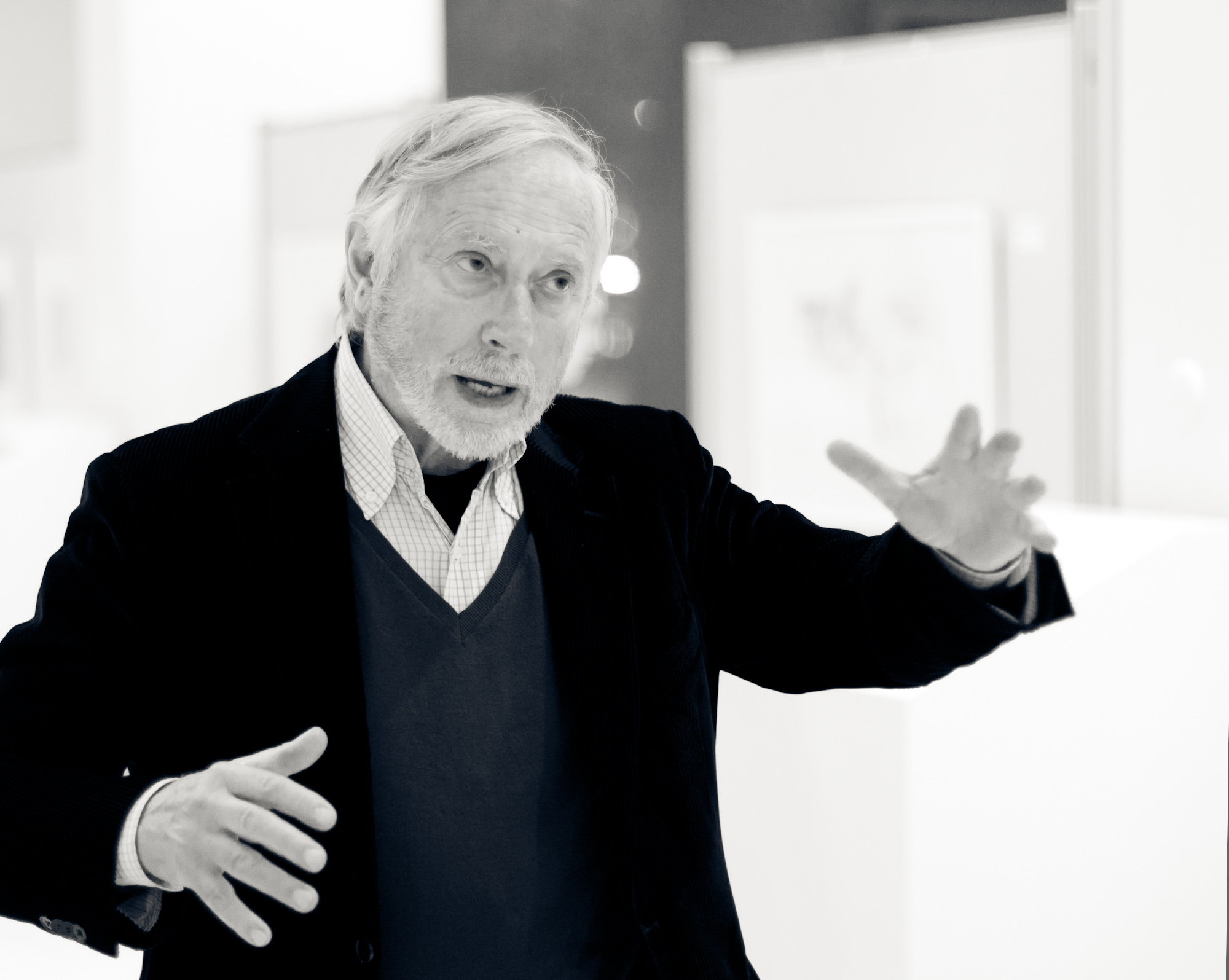
Rolf Escher bei einer Führung durch seine Ausstellung „Kölner Spurensuche“ im Historischen Archiv der Stadt Köln 2014

Rolf Escher (* 4. September 1936 in Hagen/Westfalen) ist ein deutscher Grafiker.

## Leben und Wirken
Escher studierte von 1956 bis 1962 an der Universität zu Köln Germanistik und an der Kunstakademie Düsseldorf Malerei. 1965 verlegte er seinen Wohnsitz nach Essen, wo er in der Presse von Steidle erste Grafiken drucken ließ. Seit Ende der 1960er Jahre beschäftigte er sich ausschließlich mit Grafik, vornehmlich mit Kaltnadel und Strichätzung. 1968 richtete er eine eigene Druckwerkstatt ein und erhielt 1976 eine Professur an der Fachhochschule Münster. Im selben Jahr wurde ihm die Ehrenmedaille der 4. Internationalen Graphiktriennale in Frechen verliehen. 1988 erhielt er den Preis der 5. Internationalen Porträt-Biennale Tuzla.
Escher bereist seit 1980 jährlich Italien und besuchte zwischen 1990 und 2004 verschiedene Bibliotheken Europas. Aus diesen Besuchen ist der Zyklus Bücherzeiten – Gezeichneten Entdeckungen entstanden.
Escher beschäftigt sich auch mit Grafikfolgen zu literarischen Werken wie Franz Kafkas Erzählung Die Verwandlung oder Thomas Manns Das Eisenbahnunglück.
Nach seiner ersten größeren Ausstellung 1973 im Karl-Ernst-Osthaus-Museum Hagen folgten weitere Ausstellungen, so im Museum Folkwang Essen (1979, 1994, 2007) und im Roemer- und Pelizaeus-Museum Hildesheim (1986) sowie Ausstellungen in Bibliotheken wie der Herzog August Bibliothek in Wolfenbüttel (2001), der Staats- und Universitätsbibliothek Göttingen (2002) und der Badischen Landesbibliothek in Karlsruhe (2002).
Rolf Escher ist Mitglied im Deutschen Künstlerbund. Er lebt in Essen und Berlin.

## Publikationen
Publikationen von Rolf Escher: 
- Erinnerungsräume, Zeichnungen/Aquarelle 1989-1994, Museum Folkwang Essen 1994.
- Bücherzeiten, Gezeichnete Entdeckungen, Herne 2000, ISBN 3-922987-63-X.
- Das Leben der Dinge, Zeichnungen und Druckgraphik 1970-2002, Paderborn und Mülheim an der Ruhr 2003. ISBN 3-935019-76-9.
- ZeitOrte, Schloss Cappenberg 2004.
- Menschenräume – Der Zeichner Rolf Escher auf Spurensuche in Europas Bibliotheken. Staatsbibliothek zu Berlin – Preußischer Kulturbesitz 2007. ISBN 978-3-88053-146-8.
- Aufgezeichnet – Italienisches Skizzenbuch, Köln 2009. ISBN 978-3-00-028981-1.
- Roma, Zeichnerische Streifzüge durch die Ewige Stadt. Skizzenbuch. buechergilde.de, Frankfurt / M, 2019, 120 Seiten